# 慳
 慳 （けん）（梵: mātsarya、マートサリヤ）は、仏教が教える煩悩のひとつ。
ものおしみ。自分だけの利益を希求し続ける心のひとつの形で、財宝に耽着して人に施す心無い状態をいう。そのような心の人は、ただ蓄財せんと思う心にとりつかれてしまい、他人のことを考えることもない。
説一切有部の五位七十五法のうち、小煩悩地法の一つ。唯識派の『大乗百法明門論』によれば随煩悩位に分類され、そのうち小随煩悩である。仏教の戒律の一つに十重禁戒があり、その第八番目が不慳法財戒（ふけんほうざいかい）、つまり法と財とを慳（おし）むことなかれ、という意味を指す。